# المنجية (إب)

تعديل مصدري - تعديل

المنجية هي إحدى قرى عزلة الحوج القبلي بمديرية إب التابعة لمحافظة إب، بلغ تعداد سكانها 515 نسمة حسب تعداد اليمن لعام 2004.